# Nevada State Route 225
State Route 225 (SR 225) ist ein 161,4 km langer State Highway im Elko County in Nevada, Vereinigte Staaten. Die auch als Mountain City Highway benannte Strecke verbindet Elko über Mountain City mit der Stadt Owyhee unweit der Grenze zu Idaho. Die Strecke ist über den Idaho State Highway 51 mit der Interstate 84 verbunden. Der Streckenverlauf der SR 225 liegt vollständig im Elko County.

## Streckenverlauf

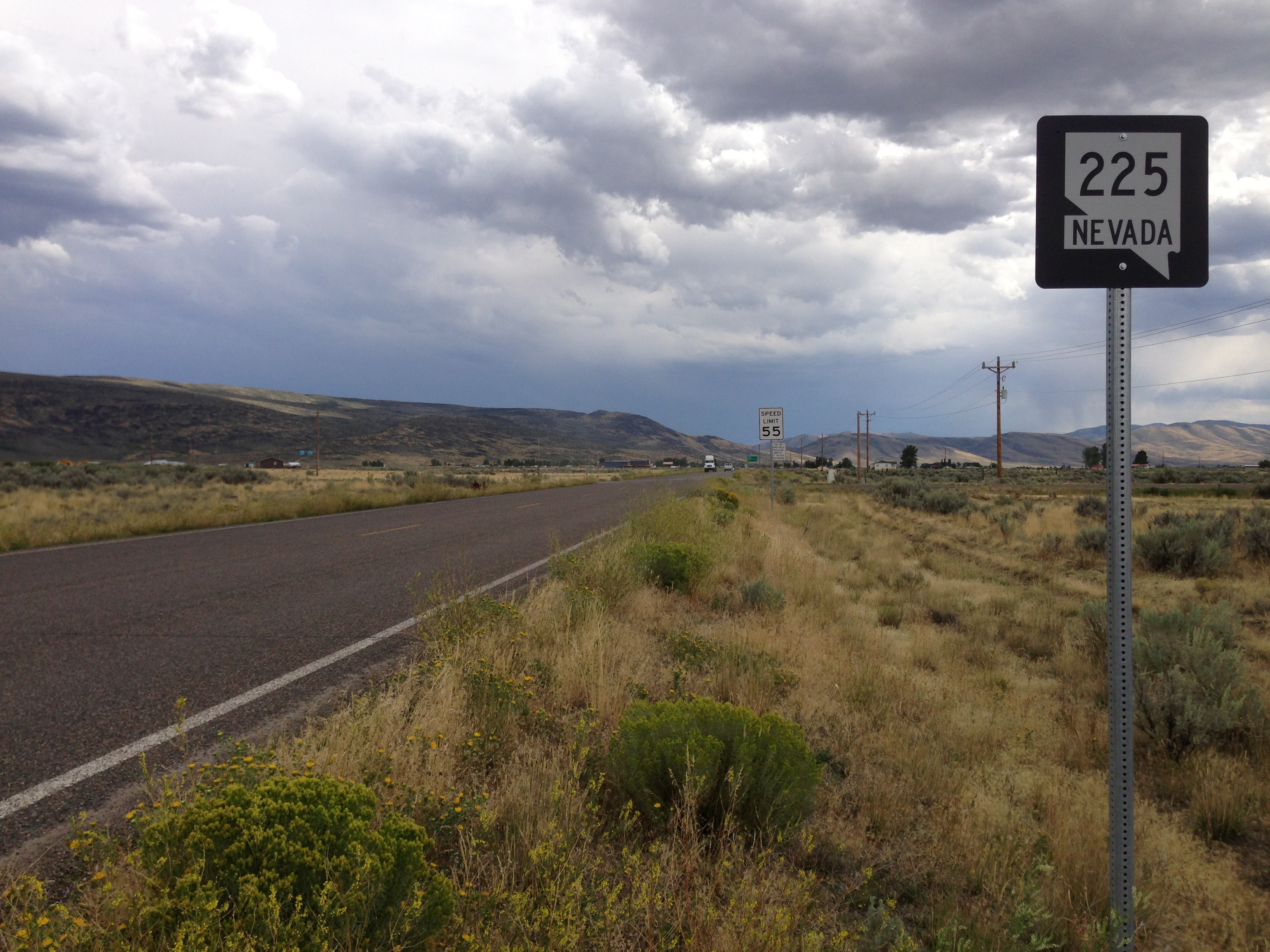
Erstes Streckenschild an der SR 225 in Owyhee in Richtung Süden

SR 225 beginnt an der Kreuzung von SR 535/Interstate 80 Business Loop (Idaho Street) und Silver Street, direkt westlich des Zentrums von Elko. Von hier führt die Strecke nordwestwärts an der Ostseite des Elko Regional Airport entlang zur Anschlussstelle der Interstate 80. Die SR 225 führt weiter nach Nordwesten, windet sich durch ein enges Tal zum Adobe Summit in der Adobe Range. Von dort folgt sie einer nördlichen Richtung, passiert Dinner Station, eine Geisterstadt, und kreuzt den Deep Creek Highway (SR 226) bei Tuscarora Junction. Dann führt sie nach Norden, vorbei an North Fork, kreuzt mehrere County Roads, bevor sie Wild Horse am Südufer des Wild Horse Reservoir erreicht. Die Straße windet sich dann am östlichen und nördlichen Ufer des Stausees entlang, bevor sie durch den schmalen und gewundenen Canyon des Owyhee River führt. Nach dem Canyon erweitert sich das Tal, und die SR 225 führt durch Mountain City. Weiter in nordwestlicher Richtung wird das Tal noch deutlich breiter, bevor die Strecke Owyhee erreicht. Einige Kilometer nördlich von Owyhee erreicht die Strecke die Staatsgrenze zu Idaho und wird zum Idaho State Highway 51.

## Geschichte
Der heutige Verlauf der SR 225 setzte sich vor 1976 aus mehreren Teilabschnitten anderer Strecken zusammen, darunter State Route 11, State Route 43 und State Route 51.

## Galerie

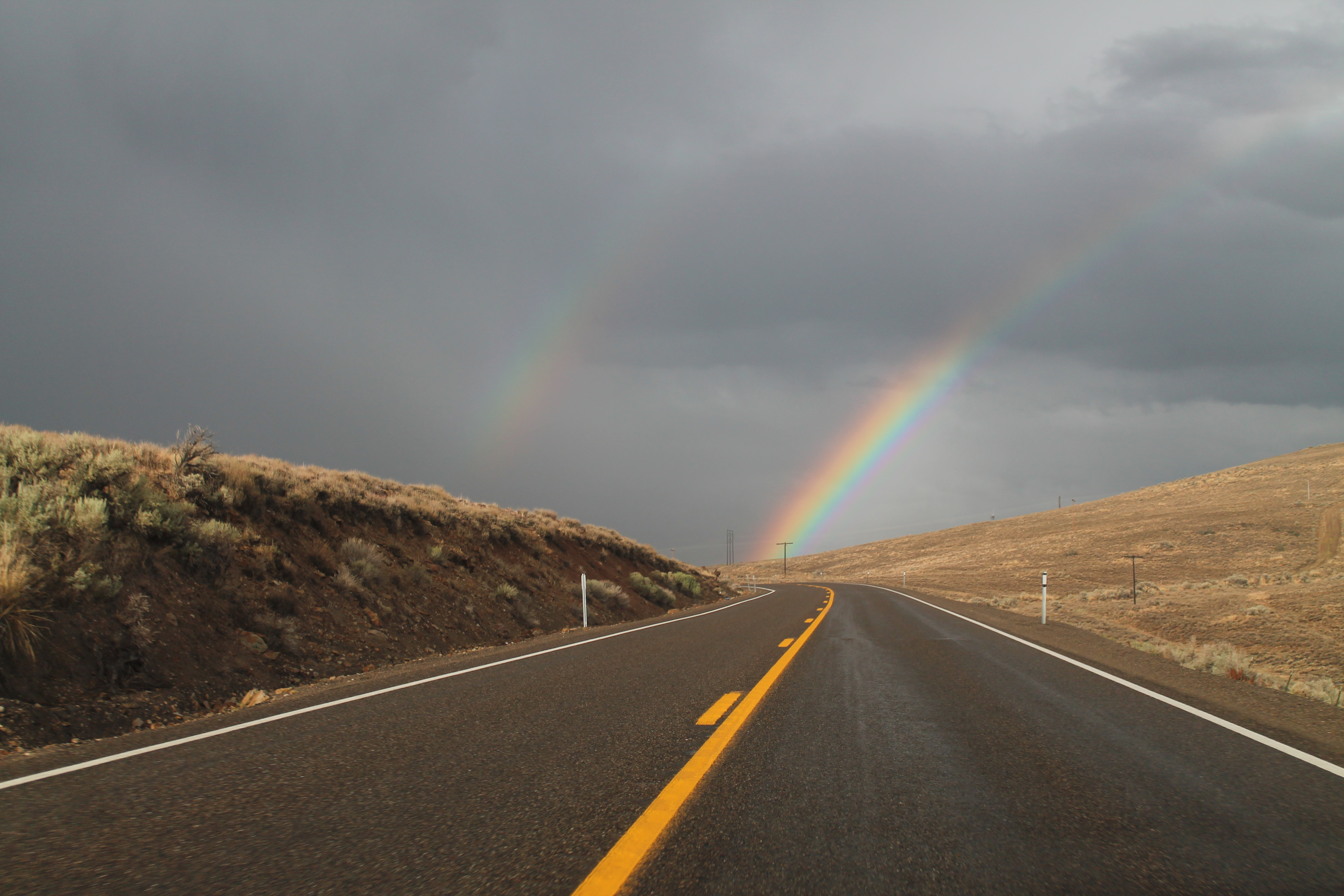
SR 225 unweit des Adobe Summit, nordwärts gesehen
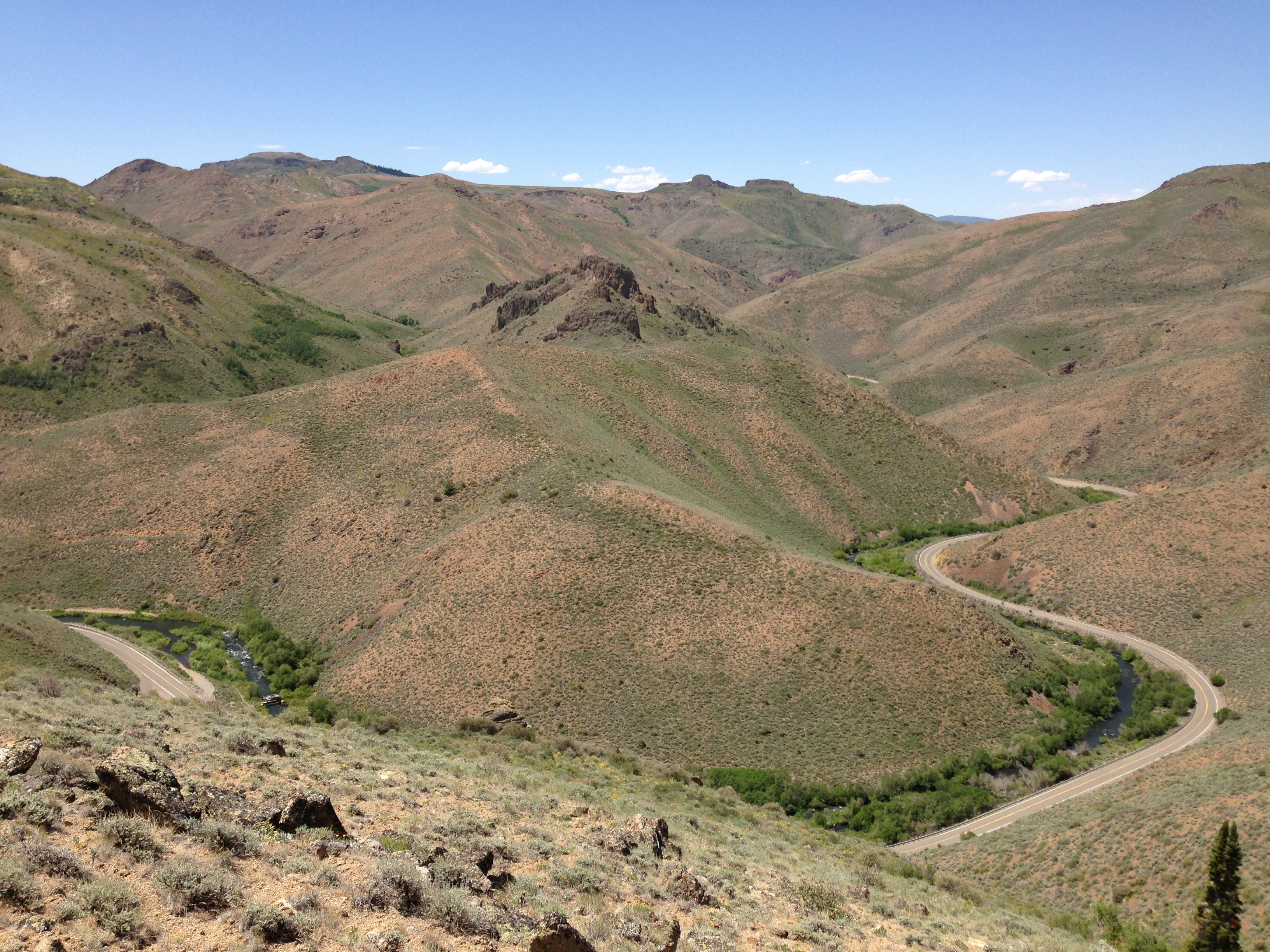
SR 225 im Owyhee Canyon

## Belege
1. 1 2  Nevada Department of Transportation: State Maintained Highways of Nevada: Descriptions and Maps. Januar 2017, abgerufen am 16. April 2019.